# Guitarra llatina

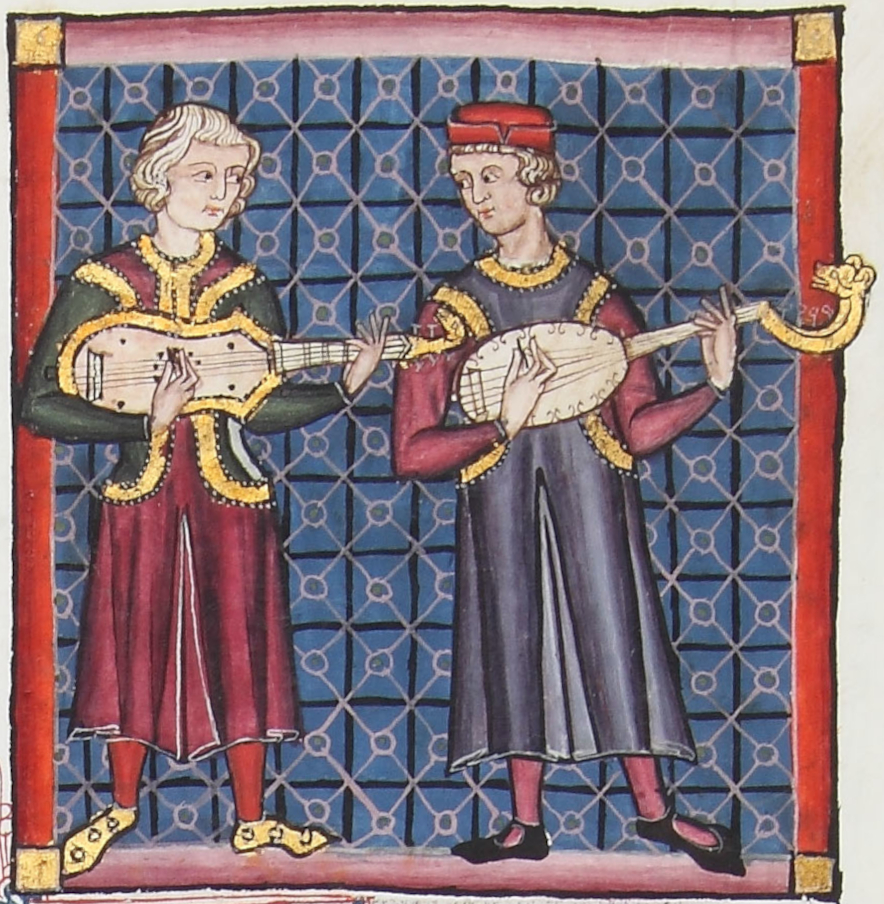
Quadre medieval d'una guitarra llatina (esquerra) i una guitarra morisca (dreta)

La guitarra llatina és un instrument de corda polsada del període medieval. Posseeix cordes d'un sol ordre i és normalment puntejada amb una ploma. Aquest tipus de guitarra amb costats corbats és il·lustrada en les Cantigas de Santa María, on es mostra també la guitarra morisca de caixa oval.